# Bold as light
Bold as light (vertaling: "brutaal als licht") is het 21e muziekalbum van Stephan Micus. Opnieuw had Micus een aantal exotische muziekinstrumenten gevonden en aangepast voor zijn eigen muziek. Micus was daarbij in staat om het muziekinstrument los te maken van haar culturele context, zodat onherkenbaar is waar het instrument vandaan is gekomen. Deze werkwijze heeft tot gevolg dat het indelen in een genre de nodige moeilijkheden met zich meebrengt, de ene luisteraar hoort jazz, de andere instrumentale folk uit onbekende gebieden, wereldmuziek, ook new age wordt genoemd. De opbouw van dit album is net als voorganger Snow gelijk aan een klassieke suite. Micus liet het in de MCM Studio opgenomen album voorafgaan door citaten van Leo Tolstoy en Zeami (betreden van onbekende paden).   

## Instrumentarium
- raj nplaim (blaasinstrument van bamboe uit Laos, 1, 4, 7, 9, 10)
- basciter (oorspronkelijk Beijeren maar aangepaste versie met snaren tot 170 cm lang, 2, 8)
- chordciter (idem, maar speciaal voor dit album ontworpen, 2, 8),
- Beijerse citer (2, 8)
- nohkan (uit Japan, 2, 5, 8)
- Shō (idem, 3, 10)
- zangstem (3, 7, 10)
- kalimba (uit Tanzania 6)
- shakuhachi (Japanse bamboefluit 6)
- sinding (uit West Afrika, 9).

## Muziek
| Nr. | Titel              | Duur |
| --- | ------------------ | ---- |
| 1.  | Rain               | 4:00 |
| 2.  | Spring dance       | 4:52 |
| 3.  | Flying swans       | 6:01 |
| 4.  | Wide river         | 3:46 |
| 5.  | Autumn dance       | 3:20 |
| 6.  | Golden Ginkgo Tree | 5:29 |
| 7.  | The shrine         | 4:38 |
| 8.  | Winter dance       | 4:50 |
| 9.  | The child          | 4:45 |
| 10. | Seven roses        | 6:30 |